# Clams Casino
Майкл Волп (англ. Michael Volpe, 12 мая 1987, Натли, Нью-Джерси, США), более известный как Clams Casino — американский музыкальный продюсер и автор песен из Натли, Нью-Джерси. Является новатором клауд-рэпа. В настоящее время Волп подписан на лейблы Columbia Records и Sony Music. Он продюсировал треки для таких артистов, как ASAP Rocky, Lil Peep, Ghostemane, Lil B, Винс Стейплс, Joji и Мак Миллер, а также ремиксы для Big K.R.I.T., Washed Out и Лана Дель Рей.

## Карьера
Официальный дебютный мини-альбом Rainforest был выпущен на лейбле Tri Angle 27 июня 2011 года. Дебютный микстейп Instrumentals был выпущен 7 марта 2011 года, после чего 5 июня 2012 года был выпущен второй микстейп Instrumentals 2, а 18 декабря 2013 года третий — Instrumentals 3. Микстейпы были доступны бесплатно на сайте артиста.
Волп внес партитуру для Locomotor, работа хореографии его двоюродного брата Стивена Петронио, выпущенную 4 апреля 2014 года. 15 июля 2016 года он выпустил свой дебютный студийный альбом 32 Levels под лейблом Columbia Records. После чего, 26 июня 2017 года, был выпущен четвёртый микстейп Instrumentals 4.
7 ноября 2019 года Clams Casino выпустил второй студийный альбом Moon Trip Radio.
В апреле 2020, Clams Casino пересвел вокал Imogen Heap для трека «I’m God», который впервые был выпущен в альбоме Брендона Lil B Маккартни — 6 Kiss ещё в 2009 году. Песня все ещё остается самой популярной у артиста, имея более 25 миллионов просмотров на YouTube.

## Музыкальный стиль
Музыка Волпа была описана как «[объединение] обычных хип-хоп барабанов, чувствительная для слуха off-to-the-side мелодия, и передозировка странно движущейся атмосферы». Смешанные жанры витч-хауса и клауд-рэпа.
Clams Casino является новатором клауд-рэпа.

## Дискография

### Студийные альбомы
| Название        | Детали                                                                                          |
| --------------- | ----------------------------------------------------------------------------------------------- |
| 32 Levels       | - Релиз: 15 июля 2016 - Лейбл: Columbia Records, Sony Music - Формат: CD, LP, цифровая загрузка |
| Moon Trip Radio | - Релиз: 7 ноября 2019 - Лейбл: Columbia, Sony - Формат: CD, LP, цифровая загрузка, стриминг    |

### Микстейпы
| Название        | Детали                                                                   |
| --------------- | ------------------------------------------------------------------------ |
| Instrumentals   | - Релиз: 7 марта 2011 - Лейбл: Вне лейбла - Формат: цифровая загрузка    |
| Instrumentals 2 | - Релиз: 5 июня 2012 - Лейбл: Вне лейбла - Формат: цифровая загрузка     |
| Instrumentals 3 | - Релиз: 18 декабря 2013 - Лейбл: Вне лейбла - Формат: цифровая загрузка |
| Instrumentals 4 | - Релиз: 26 июня 2017 - Лейбл: Вне лейбла - Формат: цифровая загрузка    |

### Мини-альбомы
| Название   | Детали                                                                                  |
| ---------- | --------------------------------------------------------------------------------------- |
| Rainforest | - Релиз: 27 июня 2011 - Лейбл: Tri Angle Records - Формат: цифровая загрузка, винил, CD |

### Синглы

#### Как ведущий артист
| Название                                                                                                | Год  | Альбом             |
| --- | ---- | ------------------ |
| «Wizard»                                                                                                | 2011 | внеальбомный сингл |
| «Worth It» (совместно с Дэнни Браун)                                                                    | 2015 | внеальбомный сингл |
| «Blast»                                                                                                 | 2016 | 32 Levels          |
| «Witness» (при участии Lil B)                                                                           | 2016 | 32 Levels          |
| «All Nite» (при участии Винс Стейплс)                                                                   | 2016 | 32 Levels          |
| «A Breath Away» (при участии Kelela)                                                                    | 2016 | 32 Levels          |
| «Be Somebody» (при участии ASAP Rocky и Lil B)                                                          | 2016 | 32 Levels          |
| «Be Somebody (Remix)» (при участии ASAP Rocky, AJ Tracey и Lil B)                                       | 2016 | внеальбомный сингл |
| «Live My Life» (при участии Lil B)                                                                      | 2016 | внеальбомный сингл |
| «Time»                                                                                                  | 2016 | Savefabric         |
| «Kali Yuga» (совместно с Ghostemane)                                                                    | 2017 | внеальбомный сингл |
| «Summer Bummer (Clams Casino Remix)» (совместно с Лана Дель Рей при участии ASAP Rocky и Playboi Carti) | 2017 | внеальбомный сингл |
| «Vampire Knight» (совместно с Chxpo)                                                                    | 2018 | внеальбомный сингл |

### Как приглашенный артист
| Название                                                 | Год  | Альбом             |
| -------------------------------------------------------- | ---- | ------------------ |
| «Ignorance is Bliss» (Hyybridd при участии Clams Casino) | 2017 | внеальбомный сингл |
| «4 Gold Chains» (Lil Peep при участии Clams Casino)      | 2018 | внеальбомный сингл |
| «Can’t Get Over You» (Joji при участии Clams Casino)     | 2018 | Ballads 1          |